# Aurimas Adomavičius

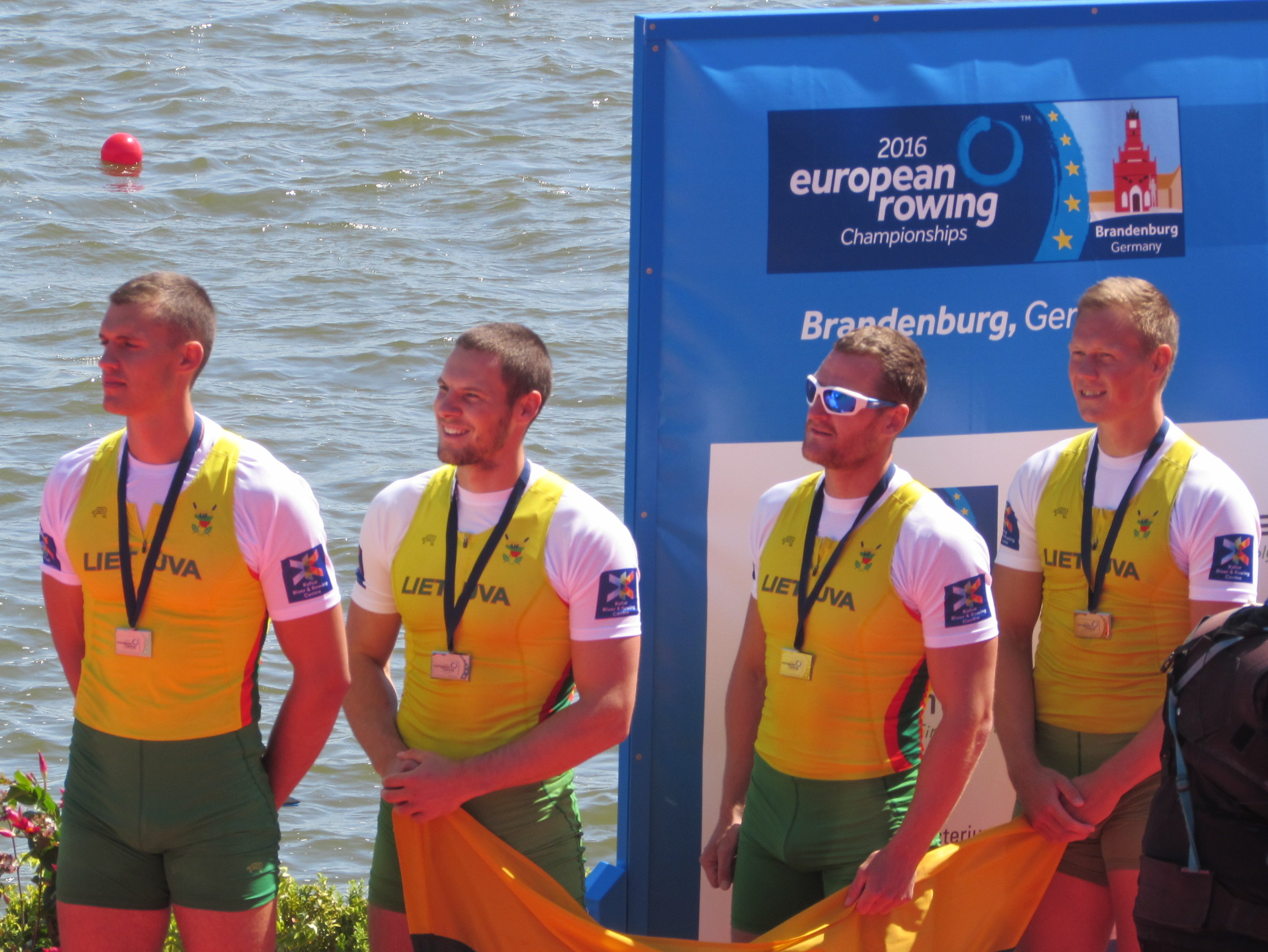
Der litauische Doppelvierer bei der Ruder-EM 2016:Dovydas Nemeravičius, Martynas Džiaugys, Dominykas Jančionis, Aurimas Adomavičius (von rechts nach links)

Aurimas Adomavičius (* 23. September 1993 in Kaunas) ist ein litauischer Ruderer.

## Erfolge
Aurimas Adomavičius rudert seit 2007. 2010 nahm er im Doppelvierer an den Junioren-Weltmeisterschaften teil und 2011 im Einer, erreichte aber beide Male nur das C-Finale. 2012 ruderte er zusammen mit Dominykas Jančionis im Doppelzweier und belegte den fünften Platz bei den U23-Weltmeisterschaften, 2013 siegten die beiden Litauer. 2014 trat Adomavičius mit Rolandas Maščinskas an und erhielt die Silbermedaille.
Bei den Europameisterschaften 2015 traten Dominykas Jančionis, Rolandas Maščinskas, Aurimas Adomavičius und Vytautas Lapatiukas im Doppelvierer an und erreichten den fünften Platz. Nachdem Jančionis und Adomavičius im Doppelzweier den sechsten Platz bei den U23-Weltmeisterschaften belegt hatten, erreichten Zygimantas Galisanskis, Martynas Džiaugys, Dominykas Jančionis und Aurimas Adomavičius bei den Weltmeisterschaften 2015 ebenfalls den sechsten Platz und damit die direkte Olympiaqualifikation. 
Bei den Europameisterschaften 2016 bildeten Dovydas Nemeravičius, Martynas Džiaugys, Dominykas Jančionis und Aurimas Adomavičius den litauischen Doppelvierer, der die Silbermedaille hinter dem estnischen Boot gewann. In dieser Besetzung trat der Doppelvierer auch bei den Olympischen Spielen 2016 in Rio de Janeiro an und belegte den neunten Platz unter zehn teilnehmenden Booten. 
2017 kam Rolandas Maščinskas für Dominykas Jančionis in den Doppelvierer. Diese Crew gewann beim Weltcup-Auftakt in Belgrad und siegte dann auch bei den Europameisterschaften. Beim Weltcup-Finale in Luzern siegten die Litauer mit Saulius Ritter für Nemeravičius. Bei den Weltmeisterschaften 2017 saß Nemeravičius wieder im Doppelvierer, der den Titel vor den Booten aus dem Vereinigten Königreich und aus Estland gewann. 2018 siegte bei den Europameisterschaften in Glasgow der Doppelvierer aus Italien vor den Litauern, die in der Aufstellung Dovydas Nemeravičius, Saulius Ritter, Rolandas Maščinskas und Aurimas Adomavičius antraten. Nach einem schwächeren Jahr 2019 ruderten Dovydas Nemeravičius, Martynas Džiaugys, Dominykas Jančionis und Aurimas Adomavičius 2020 im Doppelvierer zur Bronzemedaille bei den Europameisterschaften in Posen. 2021 belegte er mit dem Doppelvierer den sechsten Platz bei den Europameisterschaften in Varese. Bei der Olympischen Regatta in Tokio trat er zusammen mit Saulius Ritter im Doppelzweier an, die beiden belegten den zwölften Platz.